# Tonne-kilomètre
 (août 2024).
Si vous disposez d'ouvrages ou d'articles de référence ou si vous connaissez des sites web de qualité traitant du thème abordé ici, merci de compléter l'article en donnant les références utiles à sa vérifiabilité et en les liant à la section « Notes et références ».
La tonne-kilomètre est une unité de mesure de quantité de transport correspondant au transport d'une tonne sur un kilomètre. La quantité de transport s'appelle le volume de transport.
La quantité de transport exprimée en tonnes-kilomètres se calcule en effectuant le produit de la masse transportée exprimée en tonnes (t), par la distance parcourue exprimée en kilomètres (km).
Cette unité de mesure est utilisée, en particulier, dans le domaine des transports, notamment des transports de marchandises et sert à en mesurer l'impact environnemental.
Elle présente l'avantage que le montant réalisé sur un segment de voie ou dans un pays donné s'additionne sans double compte avec celui réalisé sur la voie suivante ou le pays suivant d'un itinéraire, alors que si l'on se contente des tonnes transportées, il est illusoire de refléter l'activité d'un mode de transport par l'addition des tonnes transportées sur chaque segment, ou même dans chaque pays, car il y a alors beaucoup de double comptes. Cependant, la tonne circulée ne constitue pas une unité de mesure parfaite car elle peut être aussi un frein au transport des matières pondéreuses. Une référence conjointe à la tonne-kilomètre et au train-kilomètre semble la meilleure option.
On distingue les tkm brutes, incluant la tare du véhicule de transport, et les tkm nettes, qui ne reprennent que le poids de la marchandise. Pour les conteneurs, il est d'usage de comptabiliser la tare du conteneur en tant qu'élément transporté, faisant partie des tkm nettes.

## Orthographe et symbole
Le pluriel de « tonne-kilomètre », est « tonnes-kilomètres ».
Bien que seuls les symboles « t km » et « t⋅km » soient conformes aux règles du Système international d'unités, on rencontre fréquemment les abréviations suivantes : tonne(s).km, tkm, t-km, t.km, tk.

## Exemples
- Le transport de 3 tonnes de marchandises sur une distance de 150 kilomètres correspond à une quantité de transport de 3 x 150 = 450 t.km.
- Le transport de 500 kilogrammes de marchandises sur une distance de 1 000 kilomètres correspond à une quantité de transport de 0,5 x 1 000 = 500 t⋅km.
- Le transport de 10 tonnes de marchandises sur une distance de 500 mètres correspond à une quantité de transport de 10 x 0,5 = 5 t.km.
- En 2020, 333,7 milliards de tonnes-kilomètres de marchandises ont été transportées sur le territoire français métropolitain[1].

## Autres unités semblables
Il existe deux « ton.mile » distinctes en anglais : la ton.mile terrestre, 907 kg x 1 609 m, 1,459 4 tkm, en voie de (très) lente disparition depuis que les États-Unis sont passés officiellement au système métrique[réf. nécessaire], et la ton.mile nautique (en français « tonne.mille »), 1 000 kg x 1 853 m dans les pays anglo-saxons.